# 小波兰

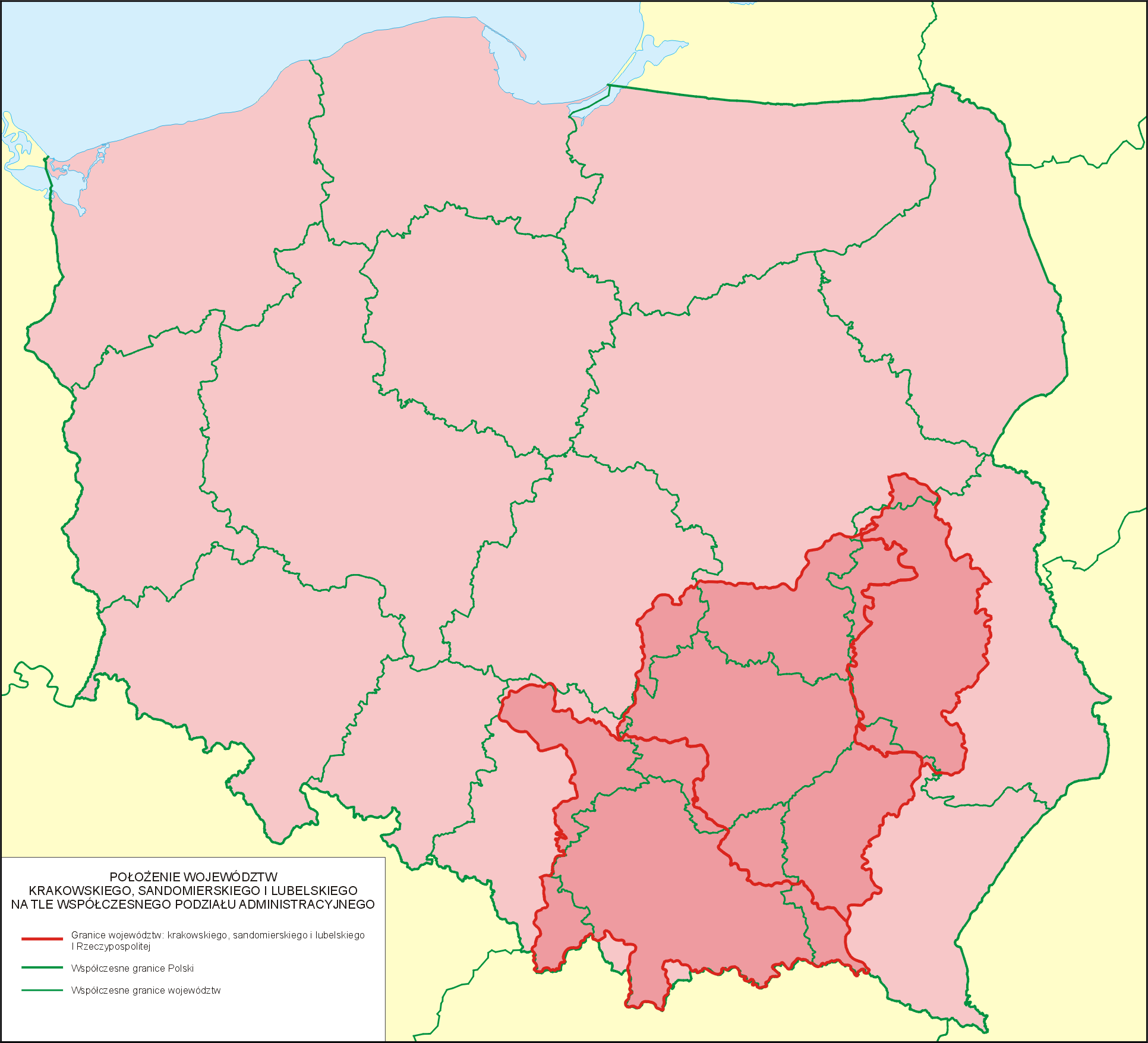
小波蘭的涵蓋範圍

小波兰（波蘭語：Małopolska）是波兰的一個文化與历史地区，位于波兰的东南角。現今的小波兰省只包括小波兰历史地区的一部分。

## 地理
小波兰位于维斯瓦河上游，包括大量高地，包括圣十字山脈，小波兰高地，桑多梅日盆地和卢布林高地。它从喀尔巴阡山脉延伸到皮里查河和维普日河。北邻马佐夫舍，最北方与波德拉謝地區相邻，西靠西里西亚地區，南邻斯洛伐克，东临乌克兰（红鲁塞尼亚地區）。从历史上看，直到第二次世界大战，该地区也包括现在乌克兰的大部分地区（参见加利西亚）。 

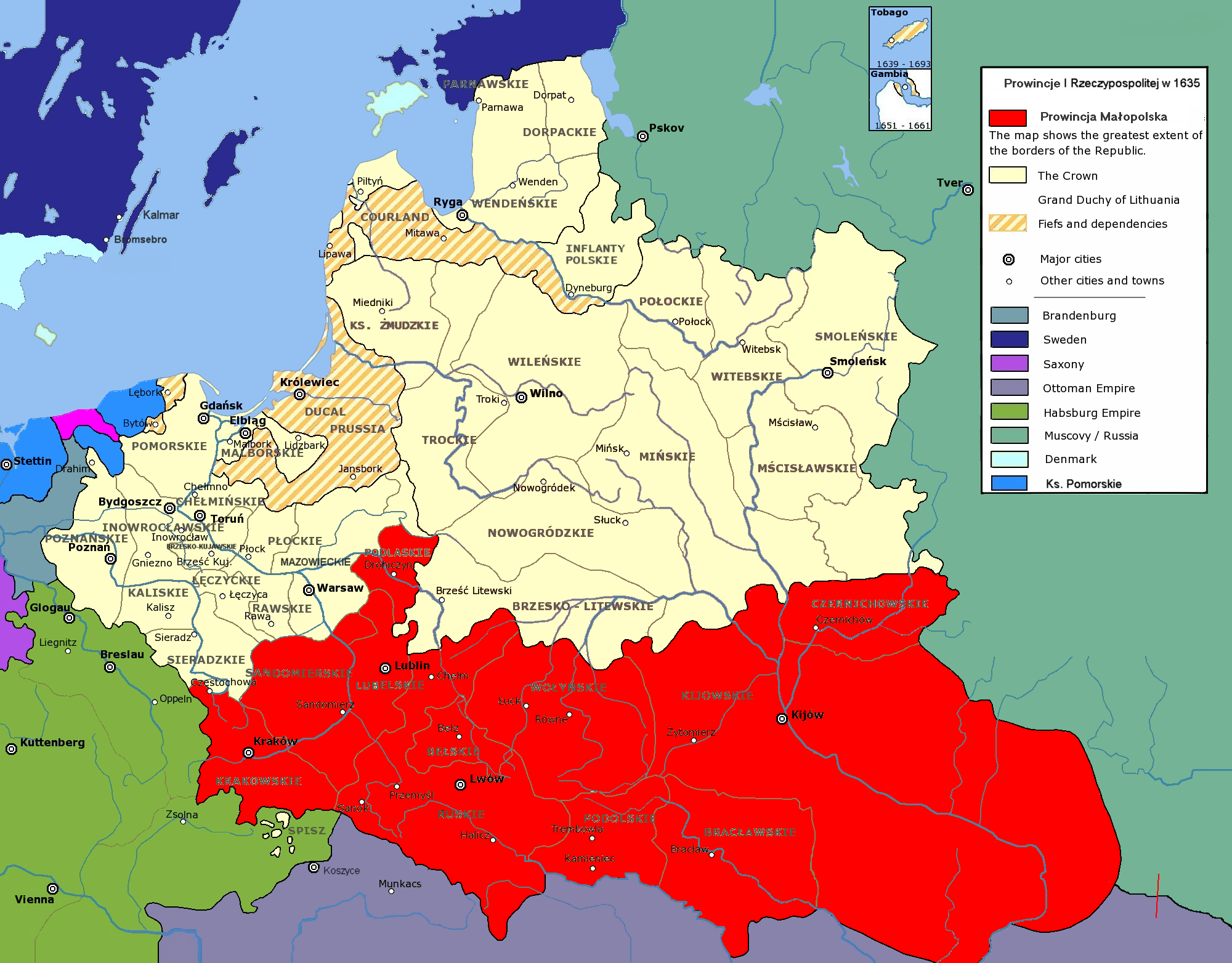
小波兰——波兰立陶宛联邦行省，在1635年最大扩张期间

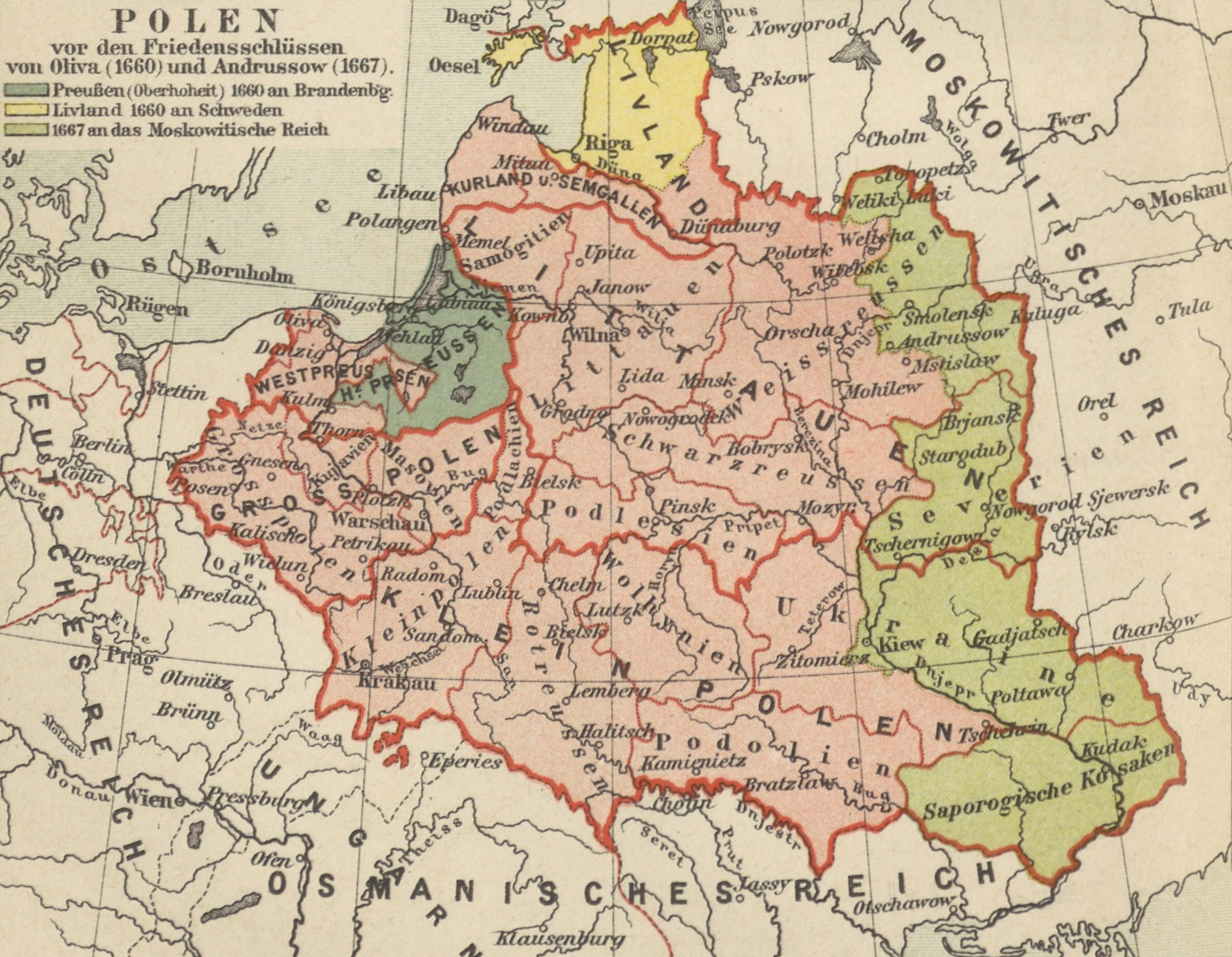
小波兰（Kleinpolen）——波兰立陶宛联邦行省，1660年以前

在波兰立陶宛联邦時期，小波兰省（prowincja małopolska）包含了正统的小波兰、波德拉謝、红鲁塞尼亚、沃尔希连、波多利亚、乌克兰和切尔尼戈夫省，首府為克拉科夫。 
从行政方面來說，历史上這個地区曾經被分为下面几个省：小波兰，喀尔巴阡山，圣十字，卢布林，上西里西亚东部，马佐夫舍和罗兹省东部。 

### 主要城镇
该地区最主要城市包括： 
- 克拉科夫
- 利沃夫（今属乌克兰）

以及： 
| - 琴斯托霍瓦 - 热舒夫 - 卢布林 - 亚沃日诺 - 栋布罗瓦古尔尼恰 - 米耶列茨 - 凯尔采 - 桑多梅日 - 索斯诺维茨 - 塔尔努夫 - 克劳斯瑙 - 新松奇省 | - 塔尔诺布热格 - 斯塔劳瓦-瓦奥拉 - 萨诺克 - 维尔利迟卡 - 波赫尼亚 - 奥斯威辛 - 拉多姆 - 加维尔彻 - 加科帕奈 - 别尔斯科-比亚瓦 - 乌库夫 - 谢德采 - 苏哈-别基茨卡 |

## 历史
- 9世纪

维斯宛人和兰甸人与其他斯拉夫部落占领
- 10世纪末

纳入波隆，成為克拉科夫行省与桑多梅日行省
- 约1040年

克拉科夫变为波兰首都
- 1138年

波兰分裂时期开始——克拉科夫和桑多梅日大公国变为高等诸侯国
- 1241年

蒙古人第一次入侵，由白达尔和卡丹领导
- 1259年

蒙古人第二次入侵，由那海领导
- 1287年

蒙古人第三次入侵，由塔拉布加领导
- 1320年1月20日

瓦迪斯瓦夫一世于克拉科夫加冕，结束波兰分裂时期，波兰统一
- 15世纪

总議會位于诺维-克钦
- 1340年

合并红鲁塞尼亚，将利沃夫纳入波兰
- 16世纪

合并鲁塞尼亚（领土延伸至基辅），受小波兰管理
- 16至17世纪

小波兰变为波兰主要文化的中心
- 1545年

鲁塞尼亚省总議會于萨多瓦·维兹尼亚成立
- 1795-1918

波兰瓜分时期：加利西亚，克拉科夫自由市。小波兰省北部与拉多姆、凯尔采、卢布林纳入俄罗斯帝国，南部則和克拉科夫、普热梅希尔和利沃夫纳入奥地利帝国
- 1918年

重新独立后回到波兰
- 第二次世界大战

被德国占领，纳入中央政府
- 当前：為波蘭轄下的小波兰省、卢布林省、喀尔巴阡山省、圣十字省、西里西亚省、马佐夫舍省和罗兹省部分地区